# 조례호수도서관
조례호수도서관은 전라남도 순천시 조례동 소재의 도서관이다.

## 연혁
- 2010년 3월 12일 개관.

## 이용 안내
이용 시간
- 열람실: 08시~22시
- 어린이실: 09시~18시
- 자료실: 09시~22시

휴관일
- 매월 첫번째 월요일